# نوریکو شیتایا
نوریکو شیتایا (انگلیسی: Noriko Shitaya; ۲۲ آوریل ۱۹۸۲ – ) صداپیشه اهل ژاپن بود. وی از سال ۲۰۰۱ میلادی تاکنون مشغول فعالیت بوده‌است.